# Партийный переулок
Парти́йный переу́лок (до 7 июня 1922 года — Тре́тий Щипко́вский переу́лок) — переулок, расположенный в Южном административном округе города Москвы на территории Даниловского района.

## История
Переулок получил современное название 7 июня 1922 года по располагавшемуся здесь Москворецкому райкому Коммунистической партии. До переименования назывался Тре́тий Щипко́вский переу́лок по близости к улице Щипок, название которой известно с XVIII века. Распространено предположение, что оно связано с таможенным досмотром товаров, прибывавших в Москву. Перед тем как пропустить возы с товаром через заставу Земляного вала в город, их тщательно проверяли, для чего щипали или щупали специальными приспособлениями.

## Расположение
Партийный переулок проходит от 1-го Щипковского переулка на юг, параллельно Павловской улице, до 3-го Павловского переулка.

## Примечательные здания и сооружения
По нечётной стороне:
- д. 1 — Московский электромеханический завод имени Владимира Ильича. С 2002 года по 2022 год — телеканалы Disney в России и СНГ, С мая 2016 года в здании завода располагаются редакции и студии телеканала РЕН ТВ[4], а с марта 2022 года — ещё и «Пятого канала».

По чётной стороне:
- памятник В. И. Ленину и памятный камень на месте покушения Ф. Каплан на В. И. Ленина — в сквере между Партийным и 1-м Щипковским переулками и Павловской улицей

## Транспорт

### Наземный транспорт
По Партийному переулку не проходят маршруты наземного общественного транспорта. Западнее переулка расположены 3 автобусные остановки: «3-й Павловский переулок — Театриум на Серпуховке» (на Павловской улице, автобусы м9, м86, с932; н8); «Улица Павла Андреева» (на Павловской улице, автобусы м9, м86, с932; н8); «Улица Павла Андреева — Театриум на Серпуховке» (на Большой Серпуховской улице, автобус м90).

### Метро
- Станция метро «Тульская» Серпуховско-Тимирязевской линии — юго-западнее переулка, на Большой Тульской улице
- Станции метро «Добрынинская» Кольцевой линии и «Серпуховская» Серпуховско-Тимирязевской линии (соединены переходом) — северо-западнее переулка, на Большой Серпуховской улице (станция «Серпуховская») и Люсиновской (станция «Добрынинская») улицах
- Станции метро «Павелецкая» Замоскворецкой линии и «Павелецкая» Кольцевой линии (соединены переходом) — северо-восточнее переулка, на Павелецкой площади